# Río Caura
Le río Caura est un cours d'eau du Venezuela et un affluent de la rive droite de l'Orénoque long de 723 km.